# Gemünd (Schleiden)
Gemünd este o localitate cu  4130 de locuitori ce aparține de Schleiden din Eifel, (Parcul național Eifel) districtul Euskirchen, Germania.